# Jalbire
Jalbire (en népalais : जलबीरे) est un comité de développement villageois du Népal situé dans le district de Sindhulpalchok. Au recensement de 2011, il comptait 2 540 habitants.